# باتريك أندرادي
إريكسون باتريك كوريا أندرادي (من مواليد 9 فبراير 1993) هو لاعب كرة قدم من الرأس الأخضر يلعب كلاعب وسط في نادي قره باغ في الدوري الأذربيجاني الممتاز.

## مسيرته الكروية
في 14 يناير 2015، ظهر أندرادي احترافيًا لأول مرة مع موريرينسي في مباراة ضد ناسيونال.
في 26 يونيو 2018، وقع أندرادي مع نادي تشيرنو مور فارنا البلغاري. في 30 يوليو، ظهر لأول مرة رسميًا في تعادل 2–2 خارج أرضه ضد ليفسكي صوفيا.
في 28 أغسطس 2020، وقع أندرادي عقدًا مدته ثلاث سنوات مع نادي قره باغ.